# Toni Brutscher
Toni Brutscher, född 15 november 1925 i Oberstdorf i Bayern, död 16 november 1983 där, var en tysk backhoppare och musiker. Han representerade SC Oberstdorf.

## Karriär
Toni Brutscher inkallades 1941 till krigstjänst, 17 år gammal. Han fick svåra krigsskador 1944 och det antogs att han blivit förlamad för livet. Brutscher var dock tillbaks i träning i Schattenbergschanze redan 1946. Tillsammans med Heini Klopfer, Sepp Weiler och Max Bolkart startade han 1949 konstruktion och byggning av en skidflygningsbacke i Obertsdorf (1970 uppkallad efter Heini Klopfer). 1949 blev Brutscher tysk mästare i backhoppning. Han kopierade insatsen 1955.
Brutscher deltog i olympiska vinterspelen 1952 i Oslo i Norge. I backhoppstävlingen i Holmenkollen slutade han på en delad fjärdeplats (med Halvor Næs från Norge). Tävlingen vanns av norrmannen Arnfinn Bergmann före hemmafavoriten Torbjørn Falkanger och Karl Holmström från Sverige. Brutscher var 3,0 poäng från en bronsmedalj. Brutscher kvalificerade sig även till olympiska spelen 1956, men startade inte på grund av sjukdom.
Toni Brutscher startade i den första upplagan av tysk-österrikiska backhopparveckan och tävlade i den allra första deltävlingen i stora Olympiabacken i Garmisch-Partenkirchen och blev nummer tre i den historiska tävlingen, 2,0 poäng efter segrande Asgeir Dølplads från Norge och 1,0 poäng sammanlagt efter segraren Sepp Bradl från Österrike. Sammanlagt blev Toni Brutscher nummer fyra i den första backhopparveckan. Han tävlade fem säsonger i backhopparveckan och var på prispallen även i hemmabacken i Oberstdorf 29 december 1956 då han blev nummer tre efter finländarna Pentti Uotinen och Aulis Kallakorpi.

## Övrigt
Brutscher tilldelades 1952, av Förbundsrepubliken Tysklands första förbundspresident Theodor Heuss, den högsta utmärkelsen inom tysk idrott, Silbernes Lorbeerblatt (sv:Silverlagerbladet).
Toni Brutcher var också musiker och grundade Toni Brutcher Trio 1949. Brutscher spelade dragspel och trion hade framträdande i många tyska städer såväl som i radio och TV. Toni Brutscher avled i cancer 1983, 58 år gammal.